# Pentland (Queensland)
Pentland ist eine Siedlung im Nordwesten des australischen Bundesstaates Queensland. Sie liegt etwa 200 Kilometer südwestlich von Townsville am Flinders Highway, die nächstgrößeren Orte nach Osten bzw. Westen sind Charters Towers und Hughenden. Der Ort hat etwa 250 Einwohner.
Im Osten fließt ein kurzer Abschnitt des Campaspe River durch Pentland. Im Westen liegt der White-Mountains-Nationalpark. Der Cape River entspringt im Gemeindegebiet. Im Süden liegt der Salzsee Lake Buchanan.

## Geschichte
Am 7. Oktober 1884 wurde das Postamt Bett's Creek Post Office eröffnet. 1885 wurde es in Pentland umbenannt. 
Im Jahre 2013 stellte die australische Bundesregierung ein Budget bereit, um die Eignung des Landes für den Zuckerrohranbau und die Verarbeitung zu Ethanol zu prüfen.